# Ла-Бюисс
Ла-Бюисс (фр. La Buisse) — коммуна во Франции, находится в регионе Рона — Альпы. Департамент коммуны — Изер. Входит в состав кантона Вуарон. Округ коммуны — Гренобль.
Код INSEE коммуны — 38061. Население коммуны на 2006 год составляло 2627 человек. Населённый пункт находится на высоте от 187 до 942 метров над уровнем моря. Муниципалитет расположен на расстоянии около 470 км юго-восточнее Парижа, 80 км юго-восточнее Лиона, 19 км северо-западнее Гренобля. Мэр коммуны — Патрик Шола, мандат действует на протяжении 2008—2014 гг.
Динамика населения (INSEE):